# St. Marien (Lüdersen)

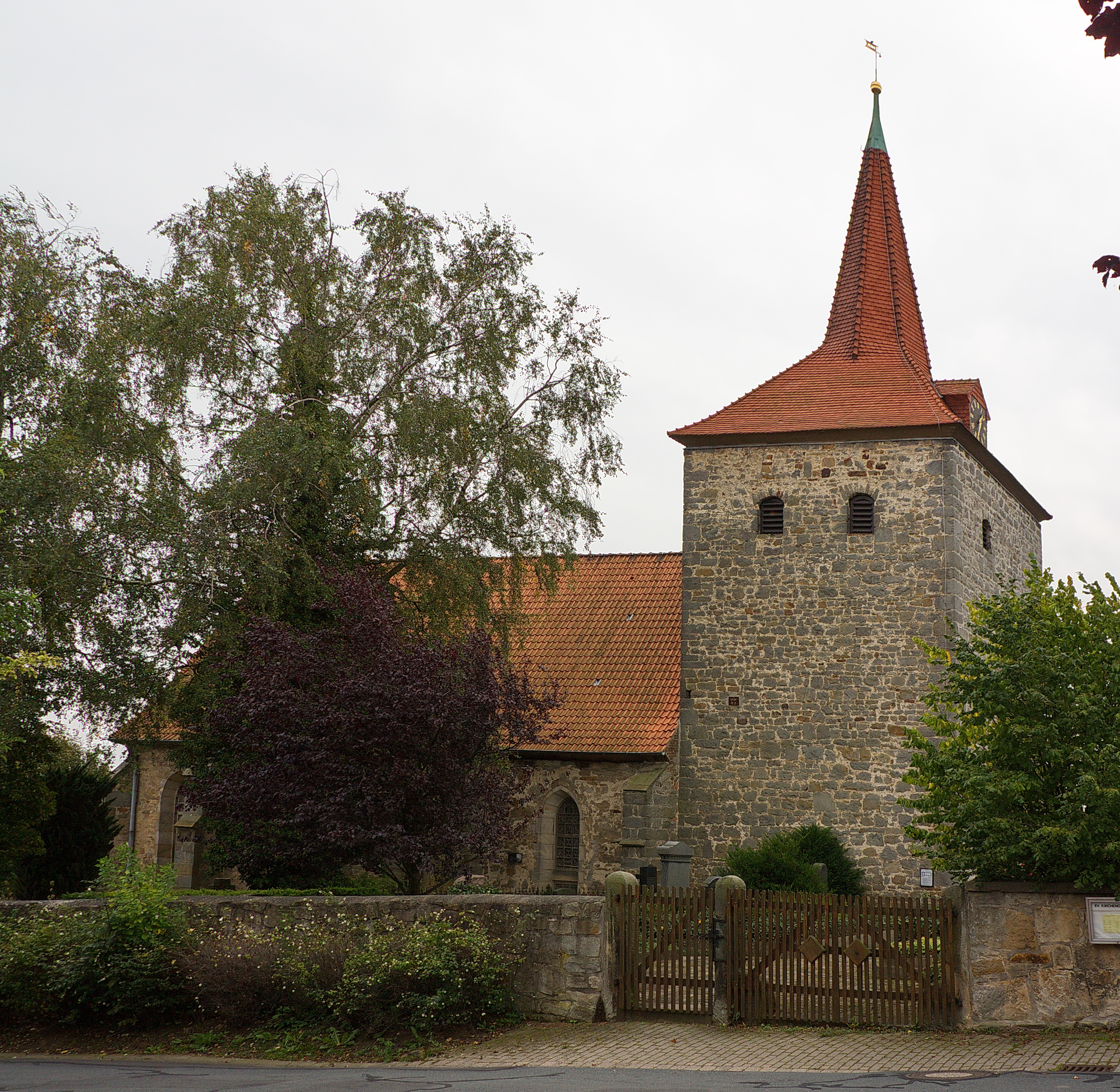
St. Marien

Die evangelisch-lutherische, denkmalgeschützte Kirche St. Marien steht von einer alten Bruchsteinmauer umgrenzt in der Straße  Am Wehrturm von Lüdersen, einem Ortsteil der Stadt Springe in der Region Hannover von Niedersachsen.
Die Kirchengemeinde gehört zum Kirchenkreis Laatzen-Springe im Sprengel Hannover der Evangelisch-lutherischen Landeskirche Hannovers.

## Beschreibung
Die mittelalterliche, von Strebepfeilern umstellte Saalkirche wurde aus Bruchsteinen errichtet. Das Langhaus aus den leicht querrechteckigen Jochen wurde ohne Verbindung zum Kirchturm zusammen mit dem spätgotischen Chor mit 5/8-Schluss 1497 erbaut, diese Jahreszahl steht am Strebepfeiler des Chors. Der quadratische Kirchturm im Westen, ein ehemaliger Wehrturm, ist bereits Ende des 12. Jahrhunderts entstanden. Er hat einfache Klangarkaden und ist mit einem spitzen Helm bedeckt. Bei der Restaurierung 1871/72 unter der Leitung von Conrad Wilhelm Hase wurden u. a. die Spitzbogenfenster vergrößert und das Portal im Westen erneuert. Die Halle im Turm ist mit einem Tonnengewölbe überspannt. Das Kirchenschiff trägt ein Kreuzgratgewölbe mit breiten, gespitzten Gurt- und Schildbögen auf Wandvorlagen, die mit Kämpfern abschließen. Im Chor wächst Kreuzgratgewölbe mit Schlusssteinen ansatzlos aus der Wand. 
Das Altarretabel wurde nach einem Entwurf von Conrad Wilhelm Hase gestaltet, im Schrein sind alttestamentarische Patriarchen abgebildet, bekrönt ist es von einem Kruzifix. Das Sakramentshaus ist um 1500 entstanden, der Taufengel in der ersten Hälfte des 18. Jahrhunderts. 